# Portugiesisch-vanuatuische Beziehungen
Die portugiesisch-vanuatuischen Beziehungen beschreiben das zwischenstaatliche Verhältnis von Portugal und Vanuatu. Die Länder unterhalten seit 1983 direkte diplomatische Beziehungen. Die bilateralen Beziehungen sind problemlos, jedoch nicht sehr intensiv, da es vergleichsweise wenig aktuelle oder historische Berührungspunkte zwischen den beiden Ländern gibt.

## Geschichte

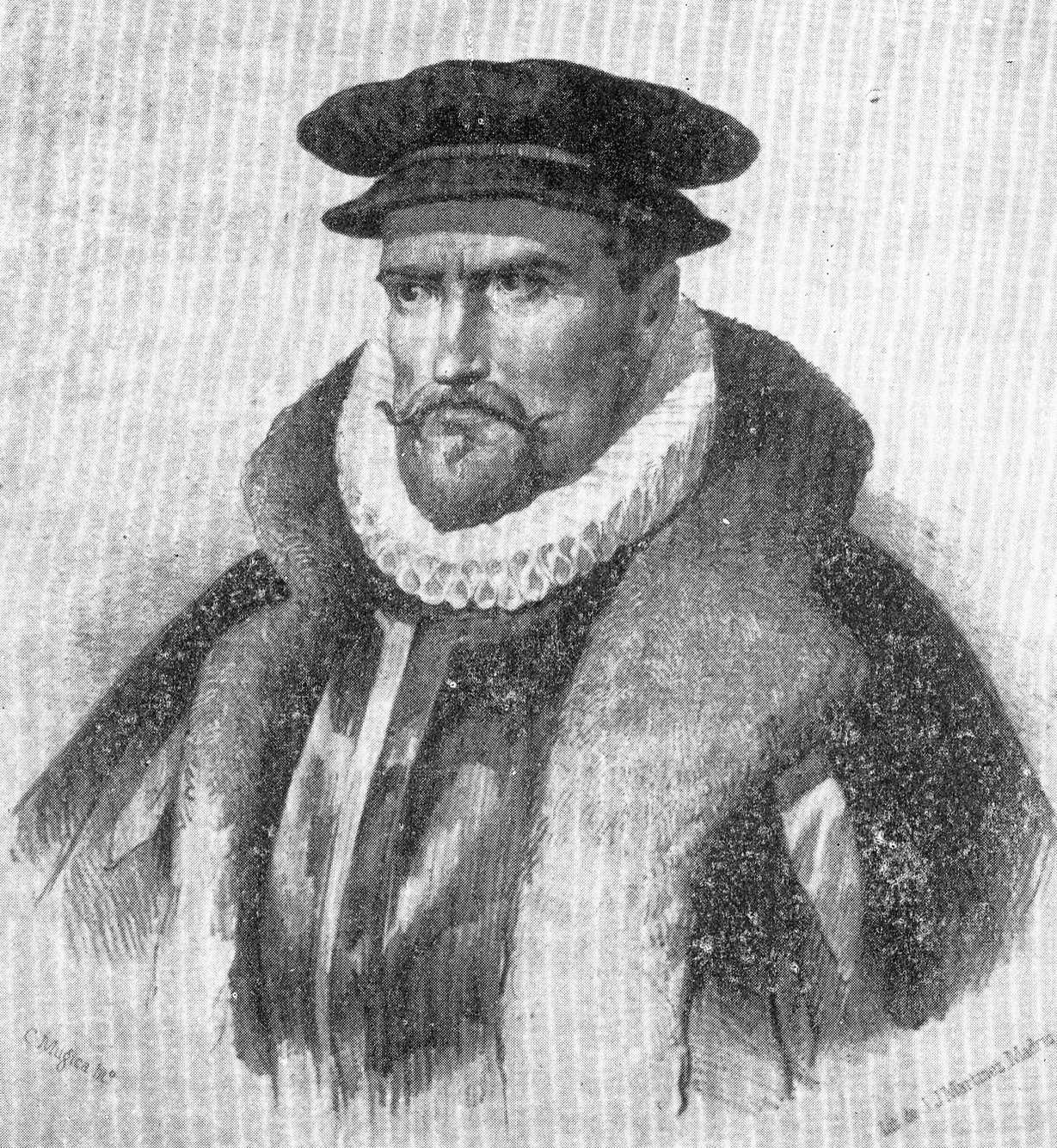
Pedro Fernández de Quirós

Als erster Europäer erreichte der portugiesische Seefahrer Pedro Fernández de Quirós am 3. Mai 1606 die Neuen Hebriden und gründete auf deren größten Insel Espiritu Santo die erste europäische Kolonie im Gebiet des heutigen Vanuatu. Die Portugiesen gründeten danach weitere kleine Siedlungen, unter anderem eine auf der Insel Efate, aus der die heutige Hauptstadt Port Vila entstand. Der Name geht auf das portugiesische Wort für Kleinstadt (Vila) zurück.
Danach gerieten die Inseln wieder in Vergessenheit. Im 18. Jahrhundert wurden sie von Frankreich in Besitz genommen.
Vanuatu wurde am 30. Juli 1980 unabhängig. Am 30. August 1983 nahm Portugal diplomatische Beziehungen zur Republik Vanuatu auf. 
Am 25. Mai 1990 akkreditierte sich erstmals ein portugiesischer Botschafter in Vanuatu. José Luís Gomes, Portugals Botschafter in der australischen Hauptstadt Canberra, wurde damit erster portugiesischer Chefdiplomat für die Republik Vanuatu.
Anfang November 2020 havarierte das vanuatuische Frachtschiff Southwester vor der portugiesischen Küste, 40 Seemeilen vor der Hafenstadt Figueira da Foz. Das Schiff konnte gerettet und in den Hafen Porto de Leixões evakuiert werden, die 14-köpfige Mannschaft wurde an Land in Sicherheit gebracht. Über den Zwischenfall wurde in Portugal überregional berichtet.

## Diplomatie
Portugal ist mit keiner eigenen Botschaft auf Vanuatu präsent, sondern über seine Vertretung in Australien dort akkreditiert.
Auch Vanuatu unterhält keine eigene Botschaft in Portugal. Für alle europäischen Länder ist die vanuatuische Botschaft in Brüssel zuständig.
Auch gegenseitige Konsulate sind nicht eingerichtet (Stand 2016).

## Wirtschaft
Ein bilateraler Handel findet kaum statt. Im Jahr 2014 lieferte Portugal Maschinen und Geräte im Wert von 8.000 Euro an Vanuatu, während Portugal im Jahr 2012 Waren im Wert von 2.000 Euro aus Vanuatu importierte. In allen anderen Jahren zwischen 2011 und 2015 fand kein Handel zwischen den Ländern statt.
Bei der Akkreditierung 2016 in Vanuatu des neuen portugiesischen Botschafters Paulo Jorge Sousa da Cunha in Australien stellte der vanuatuische Präsident Baldwin Lonsdale das Interesse seines Landes heraus, aus der erfolgreichen Entwicklung Portugals im Tourismus zu lernen. Auch das gemeinsame Interesse beider Länder an der Eindämmung des Klimawandels betonte er, mit Blick auf das Know-how Portugals im Bereich der Erneuerbaren Energien, aus denen Portugal bereits 64 % seines Energiebedarfs deckt und damit in der Spitzengruppe in Europa liegt.